# Biserica Galbenă din Urlați
Biserica Galbenă din Urlați, cu hramurile „Sf. Dimitrie” și „Sf. Nicolae”, este un monument de arhitectură aflat în cartierul Arioneștii Noi.
Monument de arhitectură (inventariat sub nr. 2409, în Lista din 1956) înălțat în 1761 de către boiernașul mazil Stan Urlățeanu. Denumirea de Galbenă a dobândit-o de la culoarea în care a fost zugrăvită, cea mai caldă, ardentă și care în limbajul heraldic semnifică înțelepciune. Atât din sistemul ei de construcție, cât și din urmele rămase dintr-un zid de incintă specific lăcașurilor monahale, precum și din inscripția de pe frontispiciu, unde între altele se menționează: această sfântă și dumnezeiască mănăstire..., rezultă în consecință că inițial a fost o mănăstire și abia ulterior a devenit biserică de mir a cartierului Arioneștii Noi.
De plan triconc, cu trei abside (poligonale la exterior, circulare în interior), pronaos rectangular, pridvor deschis și acoperiș originar din șindrilă. Primordial monumentul a fost pictat în frescă. În 1888 fresca inițială a fost acoperită de pictura în ulei executată de Gheorghe Tattarescu ; tâmpla fiind pictată cam în același timp de Constantin Lecca (1810-1887) și de Mișu Popp (1827-1892). În 1938, prin grija lui N. Iorga, s-au scos la lumină de sub pictura lui Tattarescu frescele primare. Portretul votiv îl prezintă pe ctitor drept vel serdar, alături de panița Sanda .